# Туз Юліан Михайлович
Юліан Михайлович Туз (5 липня 1934, м. Городище Черкаської області) — український вчений у галузі комп'ютеризованих систем експериментальних досліджень на основі структурно-алгоритмічних методів підвищення точності. Доктор технічних наук, професор, завідувач кафедри автоматизації експериментальних досліджень, член Нью-Йоркської Академії наук та Американського товариства інженерів-електронників, лауреат Державної премії України в галузі науки і техніки (1994).

## Біографія
Народився 05 липня 1934 р. у м. Городище Черкаської області. 
1958 р. закінчив Київський політехнічний інститут. Подальша наукова і трудова діяльність (з 1956 р.) пов'язана з цією установою. 
1965 р. захистив кандидатську дисертацію. 
1967 р. — доцент. 
1972 р. захистив докторську дисертацію.
1973 р. — професор.
1975 –1984 рр. — декан факультету електро-приладобудування та обчислювальної техніки (нинішній ФІОТ). 
1976 р. очолив кафедру автоматизації експериментальних досліджень. 
1993 р. — директор Науково-дослідного інституту автоматизації експериментальних досліджень.

## Наукова робота
Наукові інтереси вченого стосуються комп'ютеризованих систем експериментальних досліджень на основі структурно-алгоритмічних методів підвищення точності. 
Керівник понад 50 науково-дослідних та дослідно-конструкторських робіт, серед яких «Ієрархічні Інтернет-орієнтовані мікросерверні системи віддаленого збору та обробки експериментальних даних», «LXI-сумісні мікроконтролерні гетерогенні Ethernet-системи дистанційного технічного моніторингу», «Система вимірювання і дослідження електричних параметрів в елементах енергозберігаючих перетворювачів енергії». 
Розробив та впровадив у серійне виробництво понад 30 приладів та систем. 
Результати досліджень впроваджені у вигляді серійних приладів або унікальних систем на підприємствах Києва, Таллінна, Омська, Саратова, Рязані, Санкт-Петербурга, Москви, на заводах Міністерства оборони України, Китаю, Німеччини. Розробки вченого демонструвалися на міжнародних виставках у Дюсельдорфі, Вроцлаві, на виставці СеВІТ.
НДІ автоматизації експериментальних досліджень, який очолює Ю. М. Туз, працює над проектами на замовлення державних установ: Міноборони, Міносвіти, Комітету по захисту інформації, Нафтогазового комплексу, над закордонними програмами КНР, ФРН. Розроблений і впроваджений НДІ еталон напруги змінного струму був занесений до реєстру еталонів України, а Київський політехнічний інститут отримав свідоцтво виробника та постачальника продукції для Збройних сил України.
Кафедра яку очолює Ю. М. Туз співпрацює з вітчизняними та іноземними партнерами, в числі яких «National Instruments», «Analog Devices», «Hewlett Packard», «Rohde & Schwarz», «Simens», «Motorola», «Melexis», «Інфопульс», «Промсат».

## Педагогічна та громадська діяльність
Ю. М. Туз створив наукову школу автоматизації експериментальних досліджень. 
Підготував 35 кандидатів та 3 доктори технічних наук. 
Автор понад 430 наукових праць, в тому числі 9 монографій та навчальних посібників, має понад 100 авторських свідоцтв та патентів України, Німеччини, Великої Британії, Швеції, Угорщини.
Основні наукові праці: «Структурні методи підвищення точності» (1976), «Аналогово-цифрові вимірювальні перетворювачі змінного струму» (1979), «Організація та планування вимірювального експерименту» (1987), «Автоматизація проектування пристроїв вимірювальної техніки» (1988), «Автоматизація аналізу вимірювальних пристроїв» (2014). 
У 1994 р. за роботу «Розроблення науково-методичних основ та створення прогресивної високопродуктивної бази автоматизації промислового експерименту» науковцю присуджена Державна премія України в галузі науки і техніки.
Ю. М. Туз очолював координаційну раду Мінвузу УРСР за напрямом «Автоматизація наукових досліджень» та був членом координаційних рад Мінвузу СРСР за напрямами «Стійкість», «Автоматизація наукових досліджень». Був науковим керівником програм Міністерства освіти і науки України, членом експертних рад ДАК МОНУ та комітету з Державних премій України.
Ю. М. Туз очолює науково-методичну підкомісію МОН України з напряму освіти «Метрологія та інформаційно-вимірювальні технології». Член експертної ради Акредитаційної комісії України. Член змішаної німецько-української комісії, яка розробила угоду про взаємне визнання освітніх документів вищої школи між Україною та Німеччиною (з 1998 р. угода набрала чинності). 
Член Нью-Йоркської академії наук та Американського товариства інженерів-електронників, академік Аерокосмічної академії, член науково-організаційної комісії Вченої ради НТУУ «КПІ». 
Член двох спеціалізованих рад по захисту докторських дисертацій. Член робочої групи Державної науково-технічної програми «Перспективні засоби обчислювальної техніки, аналітичне приладобудування, телекомунікації».
Організатор багатьох вітчизняних та міжнародних конференцій, член редколегій журналів «Український метрологічний журнал», «Метрологія та прилади».

## Нагороди
Вчений удостоєний урядових і міжнародних нагород: орден «Знак Пошани», знак «Золота Голка» Мюнхенського технічного університету, подяка Київського міського Голови. Є почесним професором НТУУ «КПІ», лауреатом Державної премії України. Нагороджений медалями СРСР, двома срібними та трьома бронзовими медалями Виставки досягнень народного господарства СРСР. Лауреат двох премій НТУУ «КПІ» за найкращі навчальні посібники. Переможець конкурсу «Викладач-дослідник — 2012».

## Праці
- Туз Ю. М. Методи та засоби вимірювання просторово-часових характеристик ультразвукових лінійних фазованих антенних решіток [Архівовано 20 березня 2022 у Wayback Machine.] / Ю. М. Туз, О. П. Красковський, О. О. Мосолаб // Інформаційні системи, механіка та керування : науково-технічний збірник. – 2015. – Вип. 13. – С. 37–47. – Бібліогр.: 6 назв.
- Туз Ю. М. Теорія електричних кіл і сигналів [Архівовано 3 липня 2017 у Wayback Machine.] [Електронний ресурс] : навчальний посібник / Ю. М. Туз, Ю. С. Шумков ; за ред. Ю. М. Туза ; НТУУ «КПІ». – Електронні текстові дані (1 файл: 6,66 Мбайт). – Київ : НТУУ «КПІ», 2012. – 468 с. - Назва з екрана.
- Туз Ю. М. Способи підвищення точності лінійних перетворювачів зі зворотним зв’язком [Архівовано 12 жовтня 2014 у Wayback Machine.] / Ю. М. Туз, О. М. Кривченкова // Інформаційні системи, механіка та керування : науково-технічний збірник. – 2011. – Вип. 6. – С. 116–121. – Бібліогр.: 2 назви.
- The frequency error of thermoelectric voltage converters [Архівовано 12 жовтня 2014 у Wayback Machine.] / U. Tuz, A. Ulianova, O. Synooka, O. Krivchenkova // Інформаційні системи, механіка та керування : науково-технічний збірник. – 2010. – Вип. 5. – С. 41–50. – Бібліогр.: 5 назв.
- Фізико-технічні властивості кераміки та композитів з керамічною матрицею на основі вюртцитного AIN / Ю. М. Туз, І. П. Фесенко, Т. Б. Сербенюк та ін. // Сверхтвердые материалы. Научно-теоретический журнал. – № 1. – Киев : ИВЦ АЛКОН НАНУ, 2010.
- Застосування кераміки з AIN в еталонних термоелектричних перетворювачах напруги / Ю.М.Туз, Ю. О. Струніна, М. В. Новіков та ін. // Синтез, спекание и свойства сверхтвердых материалов: сб. науч. тр. / Ин-т. сверхтвердых материалов им. В.Н.Бабуля НАН Украины (Серия "Материаловедение"); редкол.: Н.В.Новиков (гл. ред.) [и др.] . – К.: Логос, 2010. – С. 146-149.
- Оптимізація часу термокомпарування / Ю. М. Туз, М. В. Добролюбова, А. А. Ульянова // Системи обробки інформації. Зб. наук. пр.– Вип. 5 (86). – Харків, 2010. – С. 139-144.
- Похибки термокомпарування із застосуванням методів апроксимації / Ю. М. Туз, О. М. Кривченкова, О. В. Синьоока. // Механіка гіроскопічних систем. Науково-технічний збірник. .– Випуск 21. – Київ, ВД "ЕКМО", 2010. – С. 49-63.
- Система вимірювання і дослідження електричних параметрів в елементах енергозаощаджувальних перетворювачів енергії / Ю. М. Туз, А. Вдовиченко // Метрологія та прилади. Науково-виробничий журнал. – № 6 (26), 2010. – Харків : ВКФ "Фавор", 2010. – С. 18-21.
- Вимірювання втрат в індуктивностях за параметрами перехідного процесу / Ю. М. Туз, А. Вдовиченко // Наукові вісті НТУУ “КПІ”. – № 5. – 2010. – С. 126-132.
- Мінімізація похибок багатокомпонентних пристроїв на основі методики перебору комбінаційних значень / Ю. М. Туз., М. В. Добролюбова // Механіка гіроскопічних систем. Науково-технічний збірник. – Вип. 22. – Київ, ВД "ЕКМО", 2010. – С. 97-106.
- Standard converter or sine voltage into time interval for measuring thermoelectric transducer error / Y. Tuz, G. Dovgych // Information systems, mechanics and control. Scientific-technical collection. .– N 4. – Kyiv, 2010. – P. 25-35.
- Вимірювальні прилади з переналагоджуваною програмною корекцією / Ю. М. Туз., А. Вдовиченко, С. Токовенко // Метрологія та прилади. Науково-виробничий журнал. – № 3 (29). – Харків : ВКФ "Фавор", 2011. – C. 17-21.
- Методики визначення короткочасової нестабільності вихідного сигналу прецизійних джерел напруги. Системи обробки інформації. Невизначеність вимірювань: наукові, нормативні, прикладні та методичні аспекти / Ю. М. Туз, М. В. Добролюбова // Збірник наукових праць. – Вип. 1(91). – Харків, 2011. – С. 143-147.
- Дослідження параметрів характеристик термоперетворювачів / Ю. М. Туз., О. М. Кривченкова, Ю. О. Струніна //Системи обробки інформації. Невизначеність вимірювань: наукові, нормативні, прикладні та методичні аспекти. Збірник наукових праць. – Випуск 1(91). – Харків, 2011. – C. 147-151.
- Оптимальний вибір складових частин окремих багатокомпонентних пристроїв / Ю. М. Туз, М. В. Добролюбова, Ю. С. Шумков, Я. О. Зейгерман. Системи обробки інформації. Метрологія та вимірювальна техніка. Збірник наукових праць. – Випуск 6(96). – Харків, 2011. – C. 106-109.
- Високоточні вимірювання напруги змінного струму в широкому діапазоні частот / Ю. М. Туз, О. М. Кривченкова // Системи обробки інформації. Метрологія та вимірювальна техніка. Збірник наукових праць. – Випуск 6(96) . – Харків, 2011. – C. 132-135.
- Wideband wattmeter of transfer power without self consumption error / Y. M. Tuz, A. A. Oulianova, A. O. Arhipova // Наукове видання "Електротехнічні та комп'ютерні системи". Тематичний випуск "Метрологія, інформаційно-вимірювальні технології та системи". Науково-технічний журнал. .– № 06 (82). – К.: Техніка, 2012. – C. 150-153.
- Метод та система вимірювання просторово-часових характеристик лінійних фазованих антенних решіток п'єзоелектричних перетворювачів / Ю. М. Туз, О. П. Красковський, О. О. Мосолаб // Методи та прилади контролю якості. Науково-технічний журнал. – № 1 (28). .– Івано-Франківськ : ІФНТУНГ, 2012. – C. 148-153.
- Еталон одиниці електричної напруги змінного струму на основі термоелектричних перетворювачів / Ю. М. Туз, М. В. Добролюбова, Ю. В. Артюхова, Ю. А. Струніна, В. І. Боднарук, Д. Д. Тащук // Термоелектрика. – №3. – 2012. – C. 79-90.
- Аналіз похибок системи вимірювання просторово-часових характеристик лінійних фазованих антенних решіток п’єзоелектричних перетворювачів / Ю. М. Туз, А. П. Красковський, О. О. Мосолаб // Наукове видання "Електротехнічні та комп'ютерні системи". Тематичний випуск "Метрологія, інформацій но-вимірювальні технології та системи". Науково-технічний журнал.– № 06 (82). – К. : Техніка, 2012. – С. 62-66.
- Широкосмуговий вольтметр напруги змінного струму / Ю. М. Туз, Ю. В. Артюхова,  А. А. Ульянова // Системи обробки інформації: збірник наукових праць. – Х.: Харківський університет Повітряних сил імені Івана Кожедуба, 2015. – Вип. 6 (131). – С. 140-142.
- Туз Ю. М. Ідентифікація динамічних характеристик термоперетворювачів / Ю. М. Туз, О. В. Козир, Т. В. Червона // Механіка гіроскопічних систем. – 2015. - № 30. – С. 53-61.
- Туз Ю.М. Спосіб визначення динамічних характеристик термопар за допомогою радіоімпульсу струму / Ю. М. Туз, О. В. Козырь, А. В. Порхун // Системи обробки інформації. .– Вип. 6 (143). – Харків, 2016. – С. 164-166.
- DEVELOPMENT OF THE INTEGRATED DATA ACQUISITION SYSTEM FOR CRASH TEST EXPERIMENTS / Y. Tuz, B. Kokotenko, A. Porkhun // American Scientific Journal. – No1 Vol. 2. – 2016.
- Широкосмугові високовольтні вимірювальні підсилювачі / Ю. М. Туз, М. А. Афанасьєв // Наукова монографія. – К.: Корнійчук, 2012. – 101 с.
- Туз Ю.М. Автоматизація аналізу вимірювальних пристроїв [Текст]: Монографія / Ю. М. Туз, Ю. С. Шумков, О. В. Козир // За заг. ред. Ю.М. Туза. – К.: "Корнійчук"+, 2014. – 172 с. – Бібліогр.: с. 171. – 300 пр. – ISBN 966-954-654-0.